# Jak 3
『Jak 3』（ジャックスリー）は、2004年11月9日にソニー・コンピュータエンタテインメント（SCE）によって北米などで発売されたPlayStation 2用アクションアドベンチャーゲーム。日本では2017年12月21日にPS4向けに『Jak 3（英語版）』のタイトルで発売された。開発はノーティドッグ。日本語表記に合わせて『ジャック×ダクスター3』と呼ばれることもある。
『ジャック×ダクスター2』の続編で、ジャック×ダクスターシリーズの第3作目。本作は「Jak and Daxter Trilogy」（ジャック×ダクスター三部作）の完結編となるが2004年当時は日本未発売であった。PS3版は日本未発売。

## 概要
『Jak 3』は、多くの設定を再考した『ジャック×ダクスター2』と違い、「ヘブンシティ」、「モーフィング・ガン」、「ジェットボード」など、前作の世界観を完全に引き継いだ形で世に売り出された。ストーリーも前作よりさらに深みを増し、「ジャックの過去」や「プリカーソル文明の真相」など核心に迫るものになっており、シリーズを通しての多くの謎が明かされる。しかし、日本では『ジャック×ダクスター2』が大ヒットといかなかったからか海外から12年遅れて2017年の発売となった。
ジャックのアクション重視だった前2作と比べると、恐竜やバギーに乗って行うレースミッションから、FPSのような主観型の射撃ミッション、パックマンを彷彿とさせるミニゲームミッションなど、様々な要素を取り入れており、それらを巧みに組み合わせて一つのゲームへと昇華させている。
本作は今でこそ三部作の完結編という位置づけであるが、2作目が完成した時点ではその続編を開発することは完全に決定していたわけではなく、1作目、2作目がヒットした結果3作目が制作されることとなった。
リージョンコードが日本のものと異なるため、英語版のソフトを日本版のPlayStation 2本体でプレイすることはできない。アジア圏域である韓国語版なら日本版本体でプレイ可能だが、現在韓国語版は絶版となっている。PS3版も同様。そのためPS4版が唯一SIEJAの動作保証を受けている。

## ストーリー
前作のラストでメタルコールを倒し、ヘブンシティに安息を取り戻すことに成功したジャックとダクスター。しかし、それは束の間の事に過ぎなかった。何処からか沸いたクリムゾンガードのロボット部隊がシティを攻撃し、メタルヘッドの残党もそれに呼応。パラスは倒壊し、街の半分が廃墟と化した。さらに、新たな指導者となったヴィーガー伯爵は、ジャックの秘めたダークパワーを危険視し、砂漠地帯のウェイストランドに追放する。不当な判決に抗議したダクスターとペッカーも道連れとなる。
日照りが続く砂漠で力尽き倒れたジャックらは砂漠の民に救助され、ウェイストランドの小都市スパーガス・シティ（Spargus City）の王デイモス（Damas）に迎え入れられる。ジャックたちしばらく間、スパーガスでウェイストランダーとしての生活を送ることになる。同じ頃、空には紫色に輝く無気味な天体が出現し、砂漠の各地では世界の終わりが差し迫っている事を示す予兆が現れ始めていた……。

## 基本システム・前作からの変更点など
- ジャック×ダクスター2で確立した「クライムアクション」的要素を受け継いではいるものの、それを前面には出さずに、以前の作品には見られなかった独特のミステリアスな雰囲気をあわせもつ形に仕上がっている。しかし、『旧世界の遺産』→『2』のときのような大胆な変化は見られず、ジャック×ダクスター2の世界をさらに広げた作りとなっている。
- 前作の主要ステージや主要敵組織であったヘブンシティやメタルヘッドもストーリー中盤頃に再び登場する（ただし、ストーリーの都合上、ヘブンシティは前作と多少構造が異なる）。その一方、新要素が多いのも事実で、砂漠を走るバギー型ビークル、新手の敵組織であるDark Makersの出現や、前作のダークジャックに続き「Light Eco（光のエコ）」を集めることで新たにLight Jakに変身できるようになるなど、ジャックのアクションの幅が広がっている。
- 前作同様、基本は依頼されたミッションを遂行することで、ゲームが進行する。また、前作では“ヘブンシティの外側”という解釈だったウェイストランドが、砂漠地帯の固有名詞として登場している。
- 前作でのオーブ収集は、集めた数に応じ自動的にシークレット機能がオープンしたが、今作では、収集したいくつかのオーブでシークレット機能を購入するというシステムに変更された。その他にも、メタルヘッドの頭蓋石がメタルヘッドを倒す以外の方法でも入手できるようになったり、前作では完全に新規データで始まった「ヒーロー・モード」が、本作では1周目をクリアしたデータのオーブ数やシークレットのオープン数などを引き継ぐ形で始まるようになっていたりと、細かい部分で変更がなされている。
- 前作では一度ダークジャックに変身すると時間切れになるまで元の姿に戻ることはできなかったが、本作は好きなタイミングで元の姿に戻ることができるようになっており、ダークエコメーターがゼロになるまでは何度でも変身を繰り返すことができる。これはLight Jakについても同様である。
- また、2作目では廃止された“ジャックが倒れた際のダクスターの一言システム”が再び採用された。

### Dark Jak（ダークジャック）
前作『ジャック×ダクスター2』でも登場したジャックの変身システム。敵を倒すなどして手に入れられるアイテム「ダークエコ」を集めると変身できるようになる。L2ボタンで変身する点や必殺技コマンドなど、基本操作は前作と同じだが、変身中にL2ボタンを押すことで、任意のタイミングで変身を解除できるようになっている。
ダークジャックの能力
- Dark Bomb（ダークボム）
前作にも登場した必殺技。地面にダークエコの衝撃波を打ち付け、近くの敵に大ダメージを与えることができる。初めから使用可能。
- Dark Blast（ダークブラスト）
前作にも登場した必殺技。ダークエコのエネルギーを放出しながら空中で高速回転し、周囲の敵を一掃することができる。初めから使用可能。
- Shadow Invisibility
本作から登場したダークジャックの新しい能力。“Invisibility”は「目に見えないこと」の意味で、文字通りダークジャックが透明になる。発動中はジャックの姿が敵から見えなくなる上に攻撃も受け付けない。ストーリー上で習得するまでは使用できない。
- Dark Strike
本作から登場した新能力。前方に向かってダークエコのエネルギー弾を撃ち出す。ストーリー上で習得するまでは使用できない。

### Light Jak（ライトジャック）
本作で初登場したジャックの新しい変身能力。ダークジャックと対をなす姿で、ダークジャックが「ダークエコ」を集めることで変身するのに対し、Light Jakは「Light Eco」（光のエコ）を集めることで変身する。ストーリー進行に伴い、Monk Templeにいるオラクルを通して複数の能力を身につけていく。
Light Jakの能力
- Light Regeneration（ライト リジェネレーション）
はじめに身につける能力。持っているLight Ecoを消費してライフを回復する。
- Flash Freeze（フラッシュ フリーズ）
時の流れを遅くする能力。発動中はジャック以外の人物や敵キャラクターの動きが遅くなり、攻撃スピードも下がる。
- Light Shield（ライト シールド）
ボタンを押している間だけ発動できる能力。Light Jakの周囲をLight Ecoのシールドが包み込み、敵からの攻撃を受け付けなくなる。
- Light Flight（ライト フライト）
Light Jakの最終能力。Light Jakに8本の羽が生え、ジャンプ力が格段に上がる。ジャンプ後に羽ばたくことで、少しの間空中飛行が可能。

## 作中用語
Precursors（プリカーソル文明）
はるか昔に栄えていた古代文明で、高度な技術をもっていたといわれている。この世界の文化はこの文明の存在が基盤となっており、各地にプリカーソル文明の異物を残している。未知の部分が多い文明だが、この文明の謎を解くことが本作の最大の目的である。
Eco（エコ）
この世界に存在する魔力的なエネルギー。様々な種類のエコが存在するが、本作では闇の象徴である「Dark Eco（ダークエコ）」と光の象徴である「Light Eco（光のエコ）」の2つが重要な鍵となる。
Mar（勇者マール）
かつてヘブンシティを創設したことで知られる伝説の勇者。ジャックの遠い先祖と言われている。
Wasteland（ウェイストランド）
ヘブンシティの外にある砂漠地帯。あまりにも広大で、強い砂嵐が発生する危険地帯。
北方にはスパーガスシティ、南方にはオアシス、寺院など、様々な施設・土地が点在している。
Wastelander（ウェイストランダー）
スパーガスシティ出身の戦士たち。ウェイストランドを探索し、回収した遺物を利用して生活している。
名称は前作『ジャック×ダクスター2』で既に語られている。
Haven City（ヘブンシティ）
重厚な外壁に覆われた縦4キロ、横2キロの巨大都市。本来の正統な統治者は創設者マールの子孫であるジャックだが、現在はヴィーガー伯爵や評議会が牛耳っている状態である。
前作『ジャック×ダクスター2』の主要舞台でもあり、本作でも中盤以降に再び足を運ぶことになる。
KG / Krimzon Guards（クリムゾンガード、バロン軍）
前作d３独裁者バロンの勢力下にあったマシン軍団の残党の総称。ヘブンシティ内の秩序を乱す存在。#敵キャラクターも参照。
Freedom League（フリーダムリーグ）
ヘブンシティの秩序を守るべく活動するいわば警官隊。前作のクリムゾンガードの装甲色を青くしたような見た目をしている。クリムゾンガードのように独裁勢力下にないため、執拗にジャックを攻撃してくることはない。

## キャラクター

### 主要登場キャラクター
Jak（ジャック）
前作でメタルコールを倒し、ヘブンシティに安息を取り戻した英雄。しかし、その力を危険視するヴェーガー伯爵の陰謀によりウェイストランドへと追放され、Spargus Cityで生活を送ることになった。本作では18歳。前作のダークウォーリアー計画の後遺症であるダークジャックへの変身能力は健在。今作では、オラクルの力で新たにライトジャックへ変身能力を授けられ。真の敵であるDark Makersに立ち向かっていく。
Daxter（ダクスター）
今作でもイタチの姿で登場。ジャックと共にSpargus Cityで暮らす。これまでと比べ、ダクスター1人で活動するミッションが目立つ。最終的には念願のパンツ（ジーパン）を手に入れる。
Errol（エロール）
前作、レースでジャックに負けたショックから暴走してエコに突っ込み、爆死したと思われていたが、「Cyber Errol（サイバーエロール）」として、体の大半が機械で構成されているグロテスクな姿となり生存していたことが発覚。その性格もDark Makersと手を組むなど、さらに凶暴さを増している。本来の「エロール」の綴りは「Erol」だが、サイバーエロール状態の綴りは意図的に「Errol」に変えられている。
The Oracle（オラクルの像）
ウェイストランドの南端にある寺院の最深部にいる。これまでのオラクルとは容姿が異なる。ジャックにLight Jakの力を与えてくれる。

### スパーガスシティの住人
Damas（デイモス）
Spargus Cityの厳格な王。かつてはヘブンシティの支配者だったが、バロン・プラクシスの裏切りに遭い、ウェイストランドに追われた。ジャックの戦士としての非凡な才能に興味を示し、深く信頼するようになる。また、行方不明となった息子の面影を重ねてもいる。
Kleiver（クリーヴァー）
スパーガスシティにいる体格の良い中年男性。Damasの右腕で、Off-Road Vehiclesの乗り方等、砂漠での生活と仕事をジャックに教える。気難しく嫌みな性格で、ジャック達の事を若造と見下している。
Seem（シーム）
プリカーソル文明を信奉、調査している修道士の一員。闇の力を秘めたジャックを警戒している。
Sig（ジーグ）
第2作にも登場した勇ましく頼りになる戦士。Spargus CityのArena（円形闘技場）で意外な形でジャックと再会し、Spargusの出身者あった事が明らかになる。今作では主にSpargus Cityを拠点に活動する。

### ヘブンシティの住人
Count Veger（ヴィーガー伯爵）
バロン亡き後にヘブンシティを統治する評議会の中心人物。プリカーソル文明の神秘を得て世界の救世主となる野望を抱いており、計画の障害となるジャックらをヘブンシティから追放した。その後もブリカーソルロボットにジャックを襲わせる等、多くの策を巡らせる。
Samos the Sage（セイモス・ザ・セイジィ）
ジャックとダクスターの師匠の緑の賢者。ヘブンシティでジャックらの帰りを待つ。
Keira（ケイラ）
ジャックとダクスターの幼馴染でセイジィの娘。メカニックの才能に溢れている。本来ヒロインだが今作では出番が少なく、主にジェットボードを使ったミッションで通信機越しに指令を送ってくる。今作のシティでのミッションは戦闘に比重が置かれているため、非戦闘員のケイラではサポート役としての活躍の場を得難いというのがその主な原因。
Torn（トーン）
前作でアンダーグラウンドのナンバー2だった戦士。ジャックらがヘブンシティに戻ってきて間もない頃は、かつてのクルーの店であったヒップホッグ・サロンを拠点に活動していた。
Ashelin Praxis（アシュリン・プラクシス）
かつてはクリムゾンガードの部隊長だった。ウェイストランドのオアシスにてジャックと再会し、彼にジェットボードを渡す。
Tess（テス）
かつてアンダーグラウンドで活動していた女性。今回は、ヘブンシティのポートエリアのガン・トレーニングコースでジャックらに新しいガンを授けてくれる。動物好きな性格は変わらず、今作でもダクスターをかわいがっている。
Vin（ビン）
ヘブンシティの優秀なエンジニア。前作の終盤に殺されたが、パワーステーションのコンピュータに彼の意識がプログラムとして残されていたため、今作にも顔のみでホログラムの立体映像として登場する。
Onin（オニン）
ヘブンシティの盲目でしゃべれない預言者。前はシティのバザールエリアにテントを建てていたが、バザールエリアが廃墟と化したため、現在はダスティエリアにテントを建てている。
Pecker（ペッカー）
オニンの通訳として働く鳥だったが、ジャックらと共にウェイストランドに連れてこられた後、Spargus Cityで暮らす。中盤でようやくオニンのもとに戻ることができた。
Jinx（ジンクス）
爆薬の扱いに長けた工作員。前作ではクルーの部下の1人として登場していた。いくつかのミッションでジャックと同行する。

### その他
Precusors
ジャックたちの住む世界を作り上げた古代文明の担い手たち。その正体はダクスターと同じ姿をした小動物。外見で他の種族から侮られるのを防ぐと共に、自分たちをより偉大で神秘的な存在に見せるため意図的に姿を隠し、遺物にも記録しなかった。
Ottsel Leader
Precursors3人組のリーダー。オラクルの像を介してジャックを導いてきた声の主。杖を持っており、3人のPrecursorsの中で最も威厳がある。また、他の2人に比べて太っている。
Ottsel Dummy
Precursorsの1人。ダクスターと同じくottsel。無造作に生えた前歯が特徴的で、結構ラフな格好をしている。頭に帽子のようなものを着用し、目を隠している。
Ottsel Surfer
Precursorsの1人でottsel。ヤンキーな格好をしている。

## アイテムや仕掛け

### Morph Gun（モーフィング・ガン）
2作目から登場した武器で、同じく今作にも登場。前作では4種類しかモードがなかったが、ストーリーを進めアップグレードパーツを入手することで、その4種類のガンがそれぞれ3形態に変形するようになり、計12種類のガンを使用できるようになった。今作ではジャックは始めからこれを所持している。最初から使えるのは、広範囲攻撃用の「Scatter Gun（レッドバースト・ガンの第1形態）」と遠距離攻撃用の「Blaster Mod（イエローブラスター・ガンの第1形態）」の2種類。
なお2作目に登場した4種類については、2作目同様の性能である。
Scatter Gun（レッドバースト・ガン）
広範囲攻撃用の所謂ショットガン。一発撃つと弾薬の装填に多少の時間がかかるため、連射はできない。序盤のチュートリアルを兼ねたミッションで手に入るため、実質ゲームの最初から使用可能。
Wave Concussor（ウェーブ・コンカッサー）
レッドバースト・ガンの第2形態。ボタンを押し続けることでエネルギーを溜め、ボタンを離すと周囲に円状のエネルギー派を放つ。群体で襲ってくる敵に対して無類の強さを誇る。
Plasmite RPG（プラズマイト・RPG）
レッドバースト・ガンの第3形態。レッドバースト・ガンの弾薬10発分を爆弾状にまとめて打ち出す。その威力はかなりのもので、装甲の固い敵に有効。
Blaster（イエローブラスター・ガン）
遠距離攻撃用の狙撃銃。センサーライトがついているため、自動的に敵の方向に向く。パンチやキックとのコンボアクションで、数発の連射が可能。レッドバースト・ガンと同時に手に入る。
Beam Reflexor（ビーム・リフレクサー）
イエローブラスター・ガンの第2形態。発射した弾が一定距離の間だけ跳ね返るようになっており、コンボアクションによる連射を繰り出せばかなり強力。特に狭い空間で使用すれば絶大な威力を発揮する。
Gyro Burster（ジャイロ・ブラスター）
イエローブラスター・ガンの第3形態。イエローブラスター・ガンの弾薬50発分をまとめた円盤型の浮遊物体を発射し、自動的に連射させる。空中に浮かんだ敵など、狙いにくい敵に対して強い。
Vulcan Fury（ブルーバルカン・ガン）
連続攻撃用の機関銃。イエローブラスター・ガン同様センサーライトがついている。これを装備しているときに、しゃがみ状態で歩けなくなった。
Arc Wielder（アーク・ウィールダー）
ブルーバルカン・ガンの第2形態。敵に向かって帯状のレーザービームを発射する。
Needle Lazer（ニードル・レーザー）
ブルーバルカン・ガンの第3形態。3発の追尾型の弾を同時に発射する。
Peace Maker（ピース・メーカー）
前作同様、高威力のエネルギー弾を打ち出す。センサーライトがついている。
Mass Inverter（マス・インバーター）
ピース・メーカーの第2形態。周囲に無重力空間を作り出し、敵を無力状態にさせることができる。浮かせた敵に向かって追撃が行える他、足場の悪い場所では水中や穴に落としたり等の戦法が可能。なお、ジャックは無重力の影響を受けない。
Super Nova（スーパー・ノヴァ）
ピース・メーカーの第3形態。ピース・メーカーの弾薬8発を消費して強力なミサイルを打ち出す。着弾点からはキノコ雲が上がり、画面上に存在する住民や敵をすべて消滅させるほどの威力をもつ。

### アイテム
Crates and Containers（アイテムボックス）
前作における「クリムゾンガードの箱」の他、色違いである同様の箱が数タイプ登場する。いずれも中にはモーフィング・ガンの弾薬パックやダークエコ、ライフパックが入っている。また、Spargus Cityでは木箱のようなものが登場。それにはメタルヘッドの頭蓋石が入っている事がある。
Health Pack（ライフパック）
緑のエコ（グリーンエコ）を詰め合わせたもので、前作と同様にジャックの体力回復用に登場する。
Dark Eco（ダークエコ）
前作同様ダークジャックへの変身に必要。
Light Eco（光のエコ）
ダークエコほどの大きさだが、青白く発光している。これを集めることで、Light Jakへの変身が可能となる。なお、第1作目でラスボスとの決戦においても登場している。
Ammunition（各種弾薬）
モーフィング・ガンの弾薬パックのこと。ガンは最大12形態だが、今作から追加された8形態は、前作の4形態のガンの拡張パーツとして登場するため、弾薬パックは前作同様4種類が登場する。
Metal Head Skull Gems（メタルヘッドの頭蓋石）
メタルヘッドの頭部に埋め込まれている楕円形の石。前作ではダークジャックの能力強化の目的で登場したが、今回ではミニゲームイベント（前作のB.B.ミッションのようなもの）を起動させるために必要となる。メタルヘッドを倒すことのほか、Spargus Cityに設置されている木箱等を壊すことでも入手できる。
Precursor Orbs（プリカーソル・オーブ）
メニューのシークレット機能をオープンさせるために必要。今回は全600個のオーブが登場するため、全286個だった前作に比べまとまって落ちている場合が多い。ヒーロー・モードでは1周目クリア分のオーブを引き継ぐので、1周目でオーブを600個集めた状態でヒーロー・モードを始めた場合、最大1200個のオーブが登場することになる。
Precursor Armor（プリカーソル・アーマー）
ストーリーを進めると入手することになる防具。勇者マールが星を守る戦いの際に着用したとされる。腕や胴体のアーマーといった形で数タイプのアーマーが存在し、入手するたびにジャックの体力の最大値が増えていく。

### 仕掛け
Teleport Gate（テレポート・ゲート）
ステージの所々にあるワープマシン。特定のミッション進行中のみスイッチが入っているものが多く、広大なステージの移動にはあまり活用できない。
シティゲート
ヘブンシティと外界を結ぶゲート。本作では主に排水溝の出入り口に存在する。
Eco Vent（エコ噴き出し口）
地面からエコが噴き出されている場所のこと。ダークエコと光のエコの2種類の噴き出し口が登場する。噴き出されているエコに触れるとその種類のエコメーターが満タンになる。

## 乗り物
Off-Road Vehicles（オフロード・ビークル）
ウェイストランドを移動するときに使うバギーのようなもの。数種類のマシンが存在し、そのほとんどに銃が装備されている。ミッション進行時に使用可能となる5種類の他に、シークレット機能の1つとして購入するものが3種類ある。
Tough Puppy（タフ・パピー）
初めに操縦可能となるビークル。銃は装備されていないが、ラジコンカーのようなアンテナが付いている。
Sand Shark（サンド・シャーク）
Tough Puppyとほぼ同サイズのビークルで、連射銃が装備されている。
Dune Hopper（デューン・ホッパー）
大型のビークルでジャンプ力が大きい。Dune Hopperでなければ行くことのできない場所もある。
Gila Stomper（ギラ・ストンパー）
大きさはTough Puppyほどのビークル。回転銃が装備されている。
Slam Dozer（スラム・ドーザー）
超大型の装甲車のようなビークルで、主にメタルヘッドの巣でのミッション時に使用する。
Monk Glider（モンク・グライダー）
特定のミッションで登場するグライダー。
Leaper Lizard（リーパー・リザード）
Spargus Cityの移動に最適な恐竜。Spargus Cityの至るところにいる。その動きは、第1作で登場したフラフラ鳥そのもの。
Zoomers（ズーマー）
第2作目同様、ヘブンシティの乗り物。今作ではクリムゾンガード専用機（ヘルキャット）は登場しないが、代わりにヘルキャットクルーザーの基本色を青にした「Hellcat Fighter」（ヘルキャットファイター）が特定のミッションでのみ登場する。
Jetboard（ジェットボード）
前作から引き続き登場。はじめは持っていないが、ストーリー中盤に再度入手することになる。
Dark Maker Bot
前作のタイタンスーツの色違いのようなもので、Dark Makersと同じような外見。特定のミッションでのみ登場する。
Air Train（エアトレイン）
ヘブンシティのポートエリアとウェイストランド北部を結ぶ公共移動体。

## 敵キャラクター

### 組織
Dark Makers（ダークメイカー）
今作から登場した新たな敵組織。前身がダークエコのような色をした不気味な生物。ダークエコを崇拝するプリカーソル人の一派が、その力によって変異した姿。
Krimzon Guards（クリムゾンガード、バロン軍）
通称「KG」。前作『Jak II』に登場したヘブンシティの独裁者「バロン」が指揮していた戦闘部隊。ヘブンシティ方面で登場する。ヘブンシティはすでにバロンの統治下にないため、人間が武装した姿であるクリムゾンガードは登場しない。その代わり、今作では「スパイダロイド」、「ブラストボット」といったマシン兵器が中心となる。
Metal Heads（メタルヘッド）
Krimzon Guatds同様『Jak II』から登場したモンスター集団。そのリーダーであるメタルコールは第2作目で倒されたが、その部下たちは未だにヘブンシティやウェイストランドをうろついている。
Marauder（マローダー）
ウェイストランドに出現する武装人間集団。通常はオフロード・ビークルに乗って現れるが、ミッションによっては生身の人間が襲いかかってくることもある。Spargus Cityのウェイストランダーと対立している砂漠部族である。
その他
第2作目と同じく、今作にも上記の組織に属さない野生の敵が数種類登場する。

### ボス
Precursor Robot（プリカーソルロボット）
Eco Mineの最深部で登場するCount Vegerが操るプリカーソルロボット。その容姿は第1作目のラスボスである「チューンド・プリカーソルロボット」そっくりだが、攻撃方法はそれと異なる。
Cyber-Errol（サイバーエロール）
War Factoryで登場。その名の通りエロールそのものと戦うことになる。しかし、実際にエロールを殴ることはできず、火器による攻撃が中心となる。
Terra Former（テラフォーマー）
本作のラスボス。Dark Makerが星を滅ぼす（ないしは作り替える）ための巨大兵器で、エロールが搭乗する。ピラミッド状の胴体から6本の足が生えており、ドラゴンの様な頭部を持つ。

## ステージ
これまでの作品同様、基本はオープンワールドで形成されたステージを移動するが、これまでよりエリア移動時のムービーパートのカットインが増え、特定のミッション終了後にはいけなくなるステージもあるので、完全にシームレスの世界は提供されていない。ステージは大きく分けて「ウェイストランド」と「ヘブンシティ」の2つに分けられる。それぞれは陸続きではないため、エアトレインを使って行き来をすることになる。

### ウェイストランド
Spargus City（スパーガスシティ）
砂漠地帯ウェイストランドの最北端に位置する小さな街。ウェイストランドとは外壁で遮断されており、頑丈な扉一枚でのみウェイストランドとつながっている。建造物は未来的なデザインのヘブンシティと異なり、南欧や地中海沿岸の観光地を彷彿とさせる。シティはアリーナがある地区と海岸地区の2つのエリアに分かれており、2つのエリアは洞窟でつながっている。さらに洞窟の中間地点には街の王Damasがいる塔への入り口がある。
住民は男性も女性も銃を持ち歩いており、ジャックが攻撃を加えると逆に攻撃してくる。
街中にLeaper Lizardという恐竜が生息しており、これに乗って移動することも可能。
Spargus Arena（スパーガスアリーナ）
Spargus City内にある円形闘技場。戦いを見せ物として公開する場所。
Spargus Garage（スパーガスガレージ）
アリーナがある地区の南側にあるOff-Road Vehiclesの格納所で、シティとウェイストランドに挟まれる位置にある。ここを通らなければスパーガスシティからウェイストランドに出ることはできず、ウェイストランドへ行く際はガレージにあるビークルに乗ってから頑丈な門を開いてもらう必要がある。
The Wasteland（ウェイストランド）
広獏な砂漠地帯で、その広さは2作目での主要舞台ヘブンシティを超える。徒歩での移動も可能だが、あまりにも広すぎるうえ、ウェイストランド中にいる敵の部族「マローダー」がオフロード・ビークルに乗って襲い掛かってくるため、Spargus Cityにあるビークルに乗って移動する場合がほとんど。あちこちにプリカーソルの遺物が埋まっており、住民はそれらを掘り出して生活に利用している。また、空から闇の力を秘めた物体が飛来しており、修道士たちは星の終焉が迫っている事を予感している。
Leaper Lizard Pen（リーパー・リザードの囲い）
ウェイストランド南東にある廃村。人は住んでおらず、敵も出現しない。リーパー・リザードを捕獲するための檻がある。
Oasis（オアシス）
ウェイストランド南西にあるオアシス。小さな湖があり、ヤシの木も生えている。
Marauder Stronghold（マローダーストロングホールド）
直訳すると「略奪者の要塞」。ウェイストランド南部の水上地帯にある要塞。
Monk Temple（モンクテンプル）
ウェイストランドの最南端の小島にある寺院。その最深部にはオラクルの像があり、ジャックに様々な試練を与える。
Great Volcano（グレート・ボルケーノ）
ウェイストランド中央部にそびえる火山。Monk Templeの屋上にあるMonk Gliderを使ってのみ行くことが可能で、ミッション終了後は来ることができない。1作目で登場した「ボルカノ噴火口」（Volcanic Crater）とは別物。
Metal Head Caverns（メタルヘッド・ケイブ）
直訳すると「メタルヘッドの大洞窟」。ウェイストランド中央部、Great Volcanoの真下にある洞窟でメタルヘッドの巣。
Catacombs Entrance 1（カタコンベ・エントランス）
Catacombは「地下墓地」の意味。Monk Templeの地下にあるプリカーソルの施設。Eco Mineに通じる地下道の入り口で、コースターに乗って進む。
Eco Mines（エコ鉱山）
ジャックとダクスターがヘブンシティに戻る直前に訪れることになる鉱山。爆弾を積んだ「Bomb Train」（ボムトレイン）が鉱山内を走っている。ミッション終了後は来ることができない。2作目で登場した「エコノ鉱山」（Strip Mine）とは別物である。

### ヘブンシティ
Haven City（ヘブンシティ）
前作の主要舞台で、ストーリー中盤で再び訪れることになる巨大な街。本作のプロローグでメタルヘッドの残党による奇襲攻撃を受け、その攻撃でシティ中央部にあったパラスが倒壊したため、西半分のエリアは完全に壊滅してしまった。そのため前作より行動範囲は狭い。
独裁者バロンはいなくなったものの、シティに侵入したメタルヘッドの残党、バロン軍のマシン軍団、そしてFreedom Leagueが町中で交戦状態にあり、結果として前作の終盤以上の激しい戦火にさらされている。
ポートエリア
シティの南部にある港地区。前作同様ガン・トレーニングコースや、かつてのクルーの店で今やトーンたちの新しい基地となった「Naughty Ottsel」（ノーティオトセル）がある。終盤にはシティで敵の侵入していない唯一のエリアとなる。
インダストリアルエリア
ダスティエリアとポートエリアに挟まれた工業地区。クリムゾンガードに占領されており、Freedom Leagueの保持するエリアを南北に分断している。前作よりもシンプルな地形になっており、ほぼ一本道である。前作同様パワーステーションがあるほか、排水溝への入り口も存在する。
ダスティエリア
シティの中央付近に位置するスラム街。オニンのテントがある。地形は前作とほぼ同じだが、道の所々に存在した溝のようなものは無くなっており、2作目におけるアンダーグラウンドのアジトへは行けなくなっている。また、前作で入れたフォートレス（外観が青く塗り替えられている）も入り口が破壊されており、入る事ができない。
New Haven（ニューヘブン）
前作における「ダスティウォーター」にあたる北東の地区。急速な発展を遂げたようで、より近未来的なデザインの建造物が多い。セイジィやトーンたちの本拠地がある。訪れた当初は攻撃を受けていない安全な地域だったが、終盤には戦場と化す。
市街地エリア
前作では人工河川が流れる賑やかなエリアであったが、メタルヘッドの襲撃によって、瓦礫が散乱する荒廃地区になってしまった。前作の市街地エリアのうち一部のみ登場。
Sewers（排水溝）
ヘブンシティの地下に広がる排水溝。前作とは別の排水溝が登場する。前作と違い、ヘブンシティの東西南北を結ぶ隠し通路のような位置づけとなっており、数か所の出入り口が存在する。また多少ながら分岐点も存在するため、比較的広い構造になっている。
Metal Head City（メタルヘッドシティ）
前作の「ファームエリア サウス」にあたるエリアが、メタルヘッドに占領されたもの。ポートエリアの西側の道から行くことができる。エリア内は毒々しい黄緑色に輝いており、多くのメタルヘッドが生息している。South Haven Forestへ通じているシティゲートも存在する。
Metal Head Tower（メタルヘッドタワー）
Metal Head Cityの最奥部にあるタワー。内部にはDark Makersが生息している。
City Ruins（シティルインズ）
ヘブンシティの北西部分の地区が廃墟と化したエリア。メタルヘッドが数多く生息している。スタジアム跡より南側の地域はビークルで進む事になり、ミッション終了後には来ることができなくなる。
Catacombs Entrance 2
Monk Templeで登場したものと同じ地下道。City RuinsとPrecursor Coreを結ぶ。倒壊したパラスの真下に入り口があり、メタルヘッドとマシン軍団はこれを狙ってシティを攻撃した。
South Haven Forest（サウスヘブンの森）
前作で登場した「ヘブンの森」(Haven Forest)の南部に位置する森。「ヘブンの森」とは地形が異なる。森の木々は紅葉の時期を迎えているようで、緑色の葉をもつ木は少ない。森の中央部にはプリカーソル金属からなる塔が立っており、頂上には「Astro-Viewer」という天体観測装置がある。
Day Star（デイスター）
今作から登場した黒紫のダークエコ色に輝く恒星。Dark Makersの本拠地で世界を脅かしている元凶。中盤から最終局面にかけて二度訪れるが、クリア後は二度と来ることができない。一度目はSouth Haven Forestの「Astro-Viewer」の力を介して、二度目はPrecursor Coreのテレポート・ゲートを通って来ることができる。
War Factory（ウォーファクトリー）
ヘブンシティ上空に浮かぶ工場。工場内部にはバロン軍のマシン軍団が多く存在。ミッション終了後は来ることができない。
Precursor Core（プリカーソル・コア）
地下道の最深部、ジャック達の住む星の中心にある聖域。プリカーソル人が星を侵略者から守るために築いた防衛設備。最終局面直前にCatacombs Entranceを使って来ることになる。ステージというよりは「物語上で重要な場所」であり、この場所で直接ジャックを操作できる場面はない。

## エピローグとその後
Cyber ErrolとDark Makersを倒した後、一同はSpargus Cityのアリーナに集う。新しいSpargus Cityの王にはジーグが選ばれている。今作でも、クリア後はラスボスがいなくなった状態となり、再びラスボスと戦うことはできない。しかし、今作ではクリア前とクリア後で特に変わった様子はない。やはりプレイヤーのクリア後の目的は、隠されたプリカーソル・オーブを探し出し、シークレット機能をすべてオープンさせることとなる。